# 1988 BC
1988 BC är en asteroid i huvudbältet, som upptäcktes den 16 januari 1988 av den japanske amatörastronomen Takuo Kojima i Chiyoda.
Asteroiden har en diameter på ungefär 16 kilometer.